# نانو لوله
نانولوله لوله‌ای است که در مقیاس نانو بوسیله نانوذرات ساخته می‌شود. نانولوله‌ها از خانوادهٔ فولرن‌ها محسوب می‌شوند. قطر یک نانو لوله در حدود چند نانومتر است. در حالی که طول آن می‌تواند به چندین میلی‌متر برسد.
استحکام کششی ۱۰۰ برابر فولاد، رسانایی حرارتی نسبت به سایر ترکیبات به استثنای الماس خالص، رسانایی الکتریکی بسیار بالا، توانایی حمل جریانی بالاتر از مس، ممان مغناطیسی بسیار بزرگ و قابلیت گسیل و جذب نور از ویژگی‌های برجسته نانو لوله هااست.[۴] نانولوله‌ها کاربردهای زیادی در فناوری و صنعت دارند. یکی از مهم‌ترین انواع نانولوله‌ها، نانولوله‌های کربنی هستند. نانولوله‌های کربنی در ۲ گروه اصلی: تک دیواره (تک جداره) و چند دیواره (چند جداره) وجود دارند. یکی از خواص نانولوله‌های کربنی نشر میدانی است. از مزایای کلیدی نانولوله‌های کربنی توانایی آن‌ها در عبور از غشاهای پلاسما است. [۴]
نانو لوله در مواردی همچون رسانایی الکتریکی، انعطاف و استحکام، خواص قابل توجهی دارد. نانولوله‌ها به عنوان پر کننده در نانو کامپوزیت‌ها استفاده می‌شوند.[۴]